# Präsidentschaftswahl in Guinea 1968
Die Präsidentschaftswahl in Guinea 1968 fand am 1. Januar 1968 statt. 
Amtsinhaber Ahmed Sékou Touré wurde ohne Gegenkandidat mit 99,7 % der Stimmen in seinem Amt bestätigt. Zur Wahl war nur die Einheitspartei Parti Démocratique de Guinée zugelassen.

## Ergebnis
| Kandidaten                         | Parteien                                                           | Stimmen   | %     |
| ---------------------------------- | ------------------------------------------------------------------ | --------- | ----- |
| Ahmed Sékou Touré                  | Parti démocratique de Guinée – Rassemblement démocratique africain | 1.990.726 | 100,0 |
| Gesamt                             | Gesamt                                                             | 1.990.726 | 100   |
|                                    |                                                                    |           |       |
| Ungültige Stimmen                  | Ungültige Stimmen                                                  | 103       | 0,0   |
| Wähler                             | Wähler                                                             | 1.990.829 | 99,7  |
| Wahlberechtigte                    | Wahlberechtigte                                                    | 1.996.926 |       |
|                                    |                                                                    |           |       |
| Quelle: African Elections Database |                                                                    |           |       |